# Portraits (So Long Ago, So Clear)
Portraits (So Long Ago, So Clear) är ett samlingsalbum av den grekiske musikern och kompositören Vangelis, med musik plockad från över tjugo år av hans karriär. Det gavs ut 1996.

## Låtlista
1. "To the Unknown Man" - 6:34
2. "Italian Song" (medv. Jon Anderson) - 2:50
3. "Pulstar" - 5:38
4. "La Petite Fille de la Mer" - 5:49
5. "Alpha" - 5:34
6. "I Hear You Now" (medv. Jon Anderson) - 5:06
7. "I'll Find My Way Home" (medv. Jon Anderson) - 4:25
8. "State of Independence" (medv. Jon Anderson) - 6:08
9. "Himalaya" - 6:53
10. "Conquest of Paradise" - 5:31
11. "Hymn" - 5:06
12. "Antarctica" - 3:44
13. "Sauvage et Beau" - 3:18
14. "Chariots of Fire" - 3:21
15. "So Long Ago, So Clear" (medv. Jon Anderson) - 4:48